# Сваричівська сільська рада
| Сваричівська сільська рада — орган місцевого самоврядування у Рожнятівському районі Івано-Франківської області з адміністративним центром у с. Сваричів. Водоймища на території, підпорядкованій даній раді: річка Лімниця. Сільській раді підпорядковані населені пункти: - с. Сваричів |

## Склад ради
Рада складається з 30 депутатів та голови.

### Керівний склад ради
| ПІБ                      | Основні відомості                                                                                | Дата обрання | Дата звільнення |
| ------------------------ | ------------------------------------------------------------------------------------------------ | ------------ | --------------- |
| Рибчак Михайло Йосипович | Сільський голова, 1965 року народження, освіта, член Української республіканської партії «Собор» | 26.03.2006   | 31.10.2010      |
| Рибчак Михайло Йосипович | Сільський голова, 1965 року народження, освіта вища, безпартійний                                | 31.10.2010   |                 |

Примітка: таблиця складена за даними джерела